# Adnan Mansur
Adnan Hassan Mansur (ur. 5 stycznia 1946 w Burj al-Barajneh) – libański dyplomata i polityk, szyita, związany z Amalem.

## Życiorys
Ukończył nauki polityczne na Uniwersytecie Świętego Józefa. W 1974 rozpoczął służbę w libańskiej dyplomacji; był m.in. konsulem generalnym w Aleksandrii (1985–1990), ambasadorem w Demokratycznej Republice Konga (1990–1994), Iranie (1999–2007) i Belgii (2009–2011). 13 czerwca 2011 został mianowany ministrem spraw zagranicznych w rządzie Nażiba Mikatiego.